# Roberto Salemi
Roberto Salemi (Palermo, 3 novembre 1972) è un attore italiano.

## Biografia
Inizia la sua formazione teatrale nel 1992 presso la "Scuola di Teatro Giusto Monaco" dell'Istituto Nazionale del Dramma Antico (I.N.D.A.) di Siracusa dove si diploma nel 1994. Nello stesso anno si trasferisce a Roma per approfondire i suoi studi presso l'Accademia Nazionale d'Arte Drammatica Silvio D'Amico dove si diploma nel 1998. Dal 1994 ad oggi ha collaborato con numerosi attori e registi teatrali, cinematografici e televisivi quali Jerome Savary, Marco Baliani, Irene Papas, Ugo Gregoretti, Massimo Foschi, Egisto Marcucci, Pierpaolo Sepe, Marco Bellocchio, Giuseppe Tornatore, Beppe Cino, Beniamino Catena, Giorgio Barberio Corsetti, Massimo Castri. Sotto la guida di quest'ultimo maestro, nel 2003, entra a far parte di una compagnia teatrale con la quale lavora continuativamente fino al 2008. Nel corso della sua carriera ha recitato in spettacoli di giro prodotti da diversi Teatri Stabili d'Italia come il Teatro di Roma, L'Emilia Romagna Teatro, o anche produttori privati come Gli Ipocriti di Napoli. Affianca alla sua attività teatrale esperienze anche in ambito cinematografico e televisivo. Nel 2009 si laurea in Lettere Antiche presso la Facoltà di Lettere e Filosofia dell'Università La Sapienza di Roma.
Ha raggiunto grande visibilità interpretando il ruolo del poliziotto Benito Caputo in Squadra antimafia - Palermo oggi, serie TV alla quale prende parte dalla seconda stagione.

Prima però era comparso anche ne I liceali, in Distretto di polizia e soprattutto nel film Baarìa.
A completamento del suo impegno e della sua passione per il teatro e per la recitazione, negli anni si è dedicato parallelamente anche alla scrittura teatrale, alla messa in scena di alcune opere originali, e all'insegnamento.

## Carriera

### Teatro
- Acarnesi di Aristofane, regia di Egisto Marcucci (1994)
- Romeo e Giulietta, regia di Donato Castellaneta (1995)
- Caldo come il ghiaccio, regia di Ugo Gregoretti (1996)
- La locandiera, regia di Lorenzo Salveti (1997)
- Calderón, regia di Domenico Polidoro (1997)
- I Sette a Tebe, regia di Francesco Manetti (1998)
- Il Processo, regia di Domenico Polidoro (1998)
- L'istruttoria, regia di Reuven Halevy (1998)
- La crociata dei fanciulli, regia di Marco Baliani (1999)
- L'avaro di Molière, regia di Jérôme Savary (2000)
- Terribilio di Mare, regia di Maria Maglietta (2001)
- Irma la dolce, regia di Jérôme Savary (2002)
- Questa sera si recita a soggetto, regia di Massimo Castri (2003)
- Per un pezzo di pane, regia di Pierpaolo Sepe (2003)
- Quando si è qualcuno, regia di Massimo Castri (2004)
- Purificati, regia di Marco Plini (2004)
- Il Padre, regia di Massimo Castri (2005)
- Antigone, regia di Irene Papas (2005)
- Pazzo! (Leonardo Vitale 1941-1984), regia di Roberto Salemi (2006)
- Tre sorelle, regia di Massimo Castri (2007)
- Amleto, regia di Giuseppe Marini (2008)
- Benvenuti in California, regia di Marco Plini (2009)
- Fuori Luogo, regia di Roberto Salemi (2009)
- Trilogia della città di K, regia di Daniele Muratore (2010)
- Nel mare ci sono i coccodrilli, regia di Paolo Briguglia (2010)
- Inganni, regia di Roberto Salemi (2011)
- Ubu re, regia di Roberto Salemi (2012)
- Ubu cornuto, regia di Roberto Salemi (2013)
- Don Giovanni allo specchio, regia di Roberto Salemi (2014)
- Ubu incatenato, regia di Roberto Salemi (2014)
- Le rane, regia di Giorgio Barberio Corsetti (2018)

### Cinema
- Il Buma di Giovanni Massa (2001)
- Nati stanchi, regia di Ficarra e Picone (2001) - Ruolo: Compare d'anello
- Miracolo a Palermo!, regia di Beppe Cino (2003) - Ruolo: Antonio
- Il regista di matrimoni, regia di Marco Bellocchio (2005)
- Baarìa, regia di Giuseppe Tornatore (2008) - Ruolo: Agostino
- I fratelli De Filippo, regia di Sergio Rubini (2021)
- Stranizza d’amuri, regia di Giuseppe Fiorello (2023)

### Televisione
- Una sola debole voce, regia di Gianluigi Calderone (2000)
- Un prete tra noi, regia di Riccardo Donna (2000)
- I liceali (2009)
- Distretto di Polizia 10, regia di Alberto Ferrari (2010) - Ruolo: Ettore Micini
- Squadra antimafia - serie TV, 49 episodi (2010-2016) - Ruolo: Benito Caputo
- La mossa del cavallo - C'era una volta Vigata, regia di Gianluca Maria Tavarelli (2018)
- Monterossi, regia di Roan Johnson - serie Amazon Video (2023)

### Cortometraggi
- In Apnea, regia di Alessandra Bruno (2001)
- Due e mezzo compreso il viaggio, regia di Arrigo benedetti e Samad Zarmandili (2001)